# Rundsköld

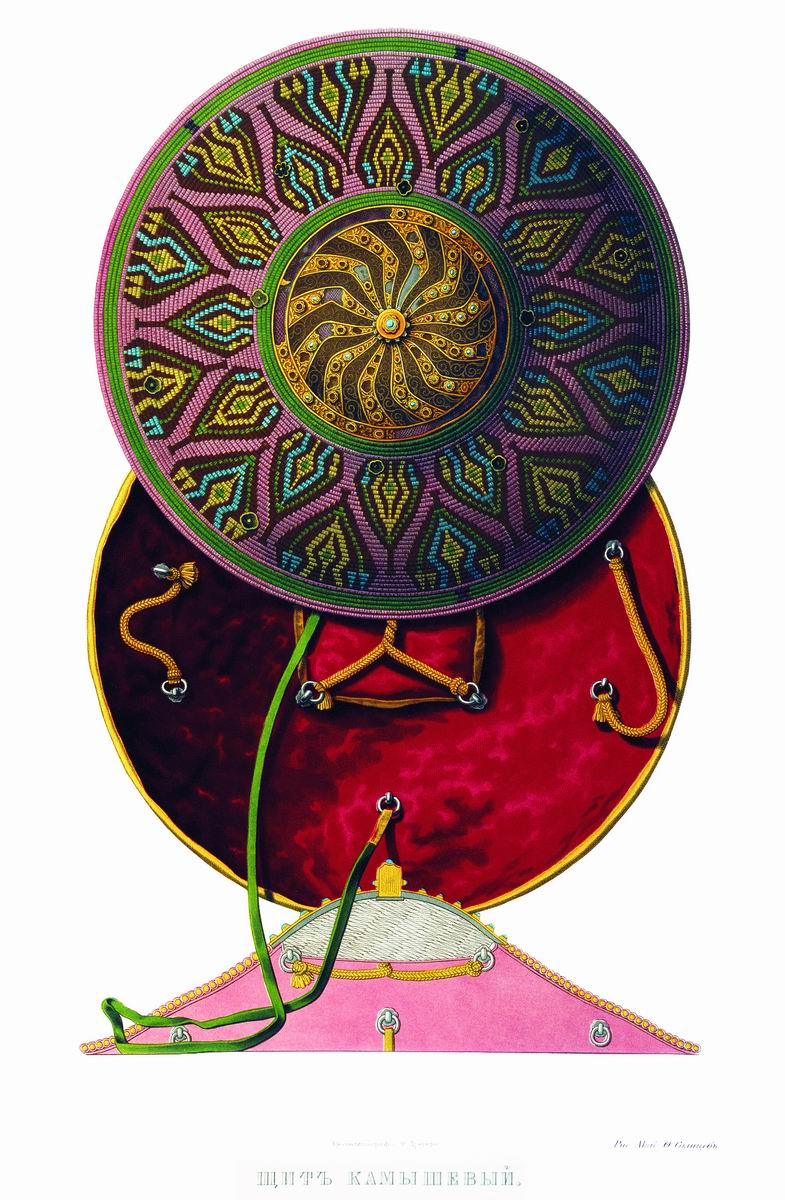
Rundsköld. Bilden visar fram- och baksida samt sidprofil.

Rundsköld är i allmänhet en sköld med rund form och finns historiskt runt om hela världen.

## Vikingatida rundsköld

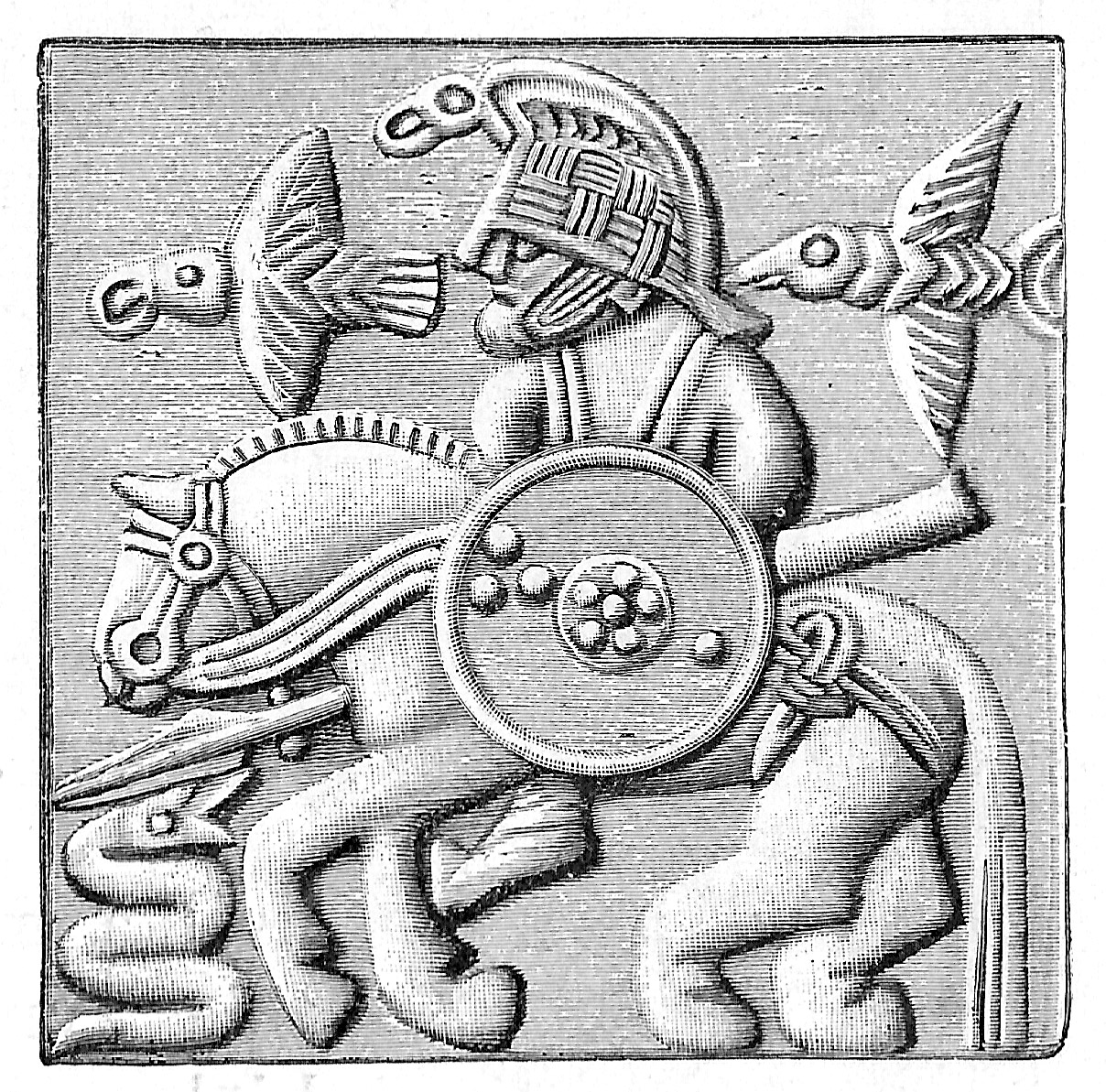
Vendeltida hjälmdekoration av en nordisk ryttare med rundsköld.

I modern tid används rundsköld ganska ofta om de flata rundsköldar med mittgrepp som användes av germanerna i Europa under folkvandringstiden och vikingatiden fram till början av medeltiden. Dessa utvecklades ur en liknande äldre oval sköld som användes under romersk järnålder och tidigare.
Konstruktionen var mycket mångsidig. Vikten var låg och tillsammans med mittgreppet kunde skölden enkelt manövreras och rotera i handen för att avleda inkommande attacker samt gav möjlighet för användaren att jabba med sköldkanten. De tillverkades av tunna träplankor med avsmalnande kant för att kunna fånga en fiendes blankvapen om det högg in i sköldkanten.

## Rundel

Erik XIV av Sverige:s rundel från 1562 (580 mm i diameter), dekorerad med amasoner (mytologiska krigarkvinnor).

Rundsköld benämndes i Sverige på 1500-talet rundel eller rundass och var av järn. Den hade en diameter av ungefär 60 centimeter. I framsidans centrum hade den ofta en 8−15 centimeter lång stötspets eller –klinga.

## Typer
- Bucklare
- Högländsk targe